# Kaartgeld

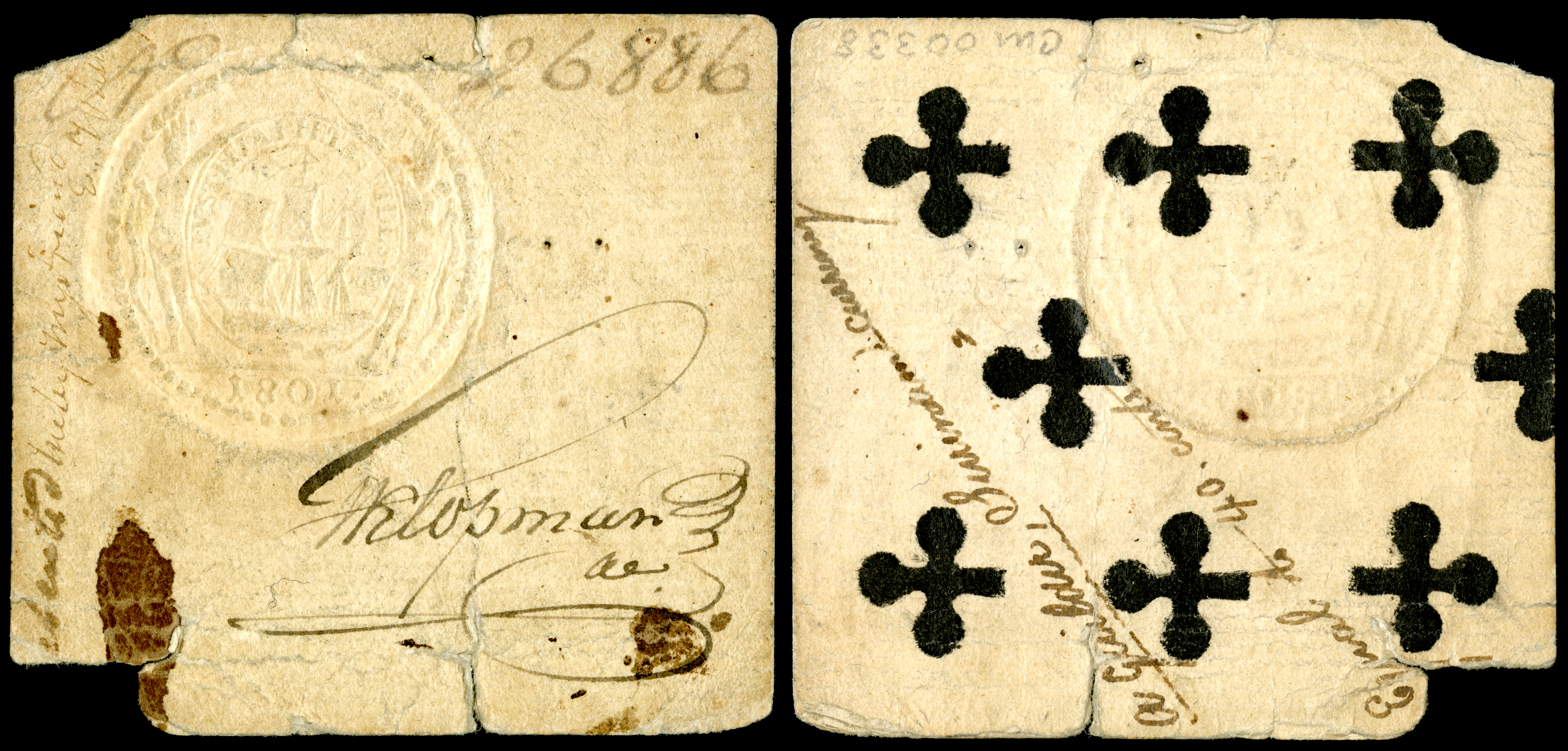
Kaartgeld ter waarde van één gulden, uit Nederlands-Guiana (1801)

Kaartgeld is een vorm van fiduciair geld – geld dat zijn waarde niet ontleent aan de materie waaruit het gemaakt is. Het werd gedrukt op gewoon karton of speelkaarten, die op verschillende momenten in de 17e tot het begin van de 19e eeuw als valuta werd gebruikt in met name Nederlands-Guiana, Frankrijk en Nieuw-Frankrijk. Het ging het vaak gepaard met hoge inflatie.

## Ontwerp en gebruik
Om speelkaarten of gewoon karton geschikt te maken voor gebruik als valuta, moesten ze worden voorzien van de hoogte van de waarde, een zegel, een serienummer en passende handtekeningen. In Nieuw-Frankrijk betekende dit een ingedrukt fleur-de-lis-symbool en de handtekeningen van de intendant, de gouverneur en de thesaurier. In Nederlands-Guiana verschilden de vormen van validatie per uitgifte.
Kaartgeld werd doorgaans, althans aanvankelijk, uitgegeven in noodsituaties. Het kon worden gedekt door andere valuta, zoals wisselbrieven, maar werd soms ook ongedekt uitgegeven.

## Toepassingen

### Nederlands-Guiana
Kaartgeld werd in Nederlands-Guiana voor het eerst gebruikt in 1761. De uitgiften verschenen op blanco kaarten of speelkaarten. Aanvankelijk werden ze in cirkels van circa 38 mm gesneden, zoals munten. Later werden ze rechthoekig om arbeid te besparen, al kwamen ook ronde of zeshoekige vormen voor. De eerste kaarten hadden een waarde van 1, 2½ en 10 gulden, later gevolgd door een ½, 5 en 100 gulden. De kaarten hadden geen intrinsieke waarde en werden eerst gedekt door wisselbrieven uit Nederland, maar later niet meer.

### Frankrijk

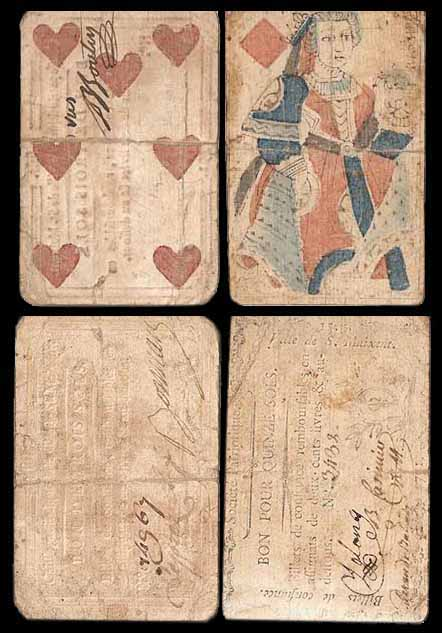
Twee billets de confiance uit Saint-Maixent. De zeven harten (links) is 3 sols waard, de vrouw ruiten 15 sols.

Tijdens de Franse Revolutie werden billets de confiance (vertrouwensbiljetten) uitgegeven op kaarten en vergelijkbaar papier door werkgevers of plaatselijke autoriteiten. Naar schatting werden er tussen 1790 en 1793 zo'n 5500 verschillende biljetten uitgegeven in ongeveer 1500 gemeenten. Ze werden meestal horizontaal gedrukt op kaart of gekleurd papier, met handtekeningen van de drager of de uitgever. In de decoraties werden soms revolutionaire symbolen verwerk, zoals een vrijheidsmuts, fasces, patriottische leuzen, de naam van de uitgevende gemeente of een sierlijke rand.
Deze biljetten hadden geen garantie, maar konden worden ingewisseld voor assignats, een revolutionaire vorm van papiergeld waarvoor een tekort was. De uitgevers hoefden echter niet voldoende assignats in kas te hebben om alle kaartbiljetten te dekken. Zo liep het Parijse Maison de Secours een tekort op van twee miljoen livres. Door veelvuldige vervalsing werden de ontwerpen complexer. In februari 1792 weigerden belastinginners nog langer betaling in billets de confiance, vermoedelijk vanwege de te vele vervalsingen. In 1793 werd de uitgifte gestopt.

#### Nieuw-Frankrijk (Canada)

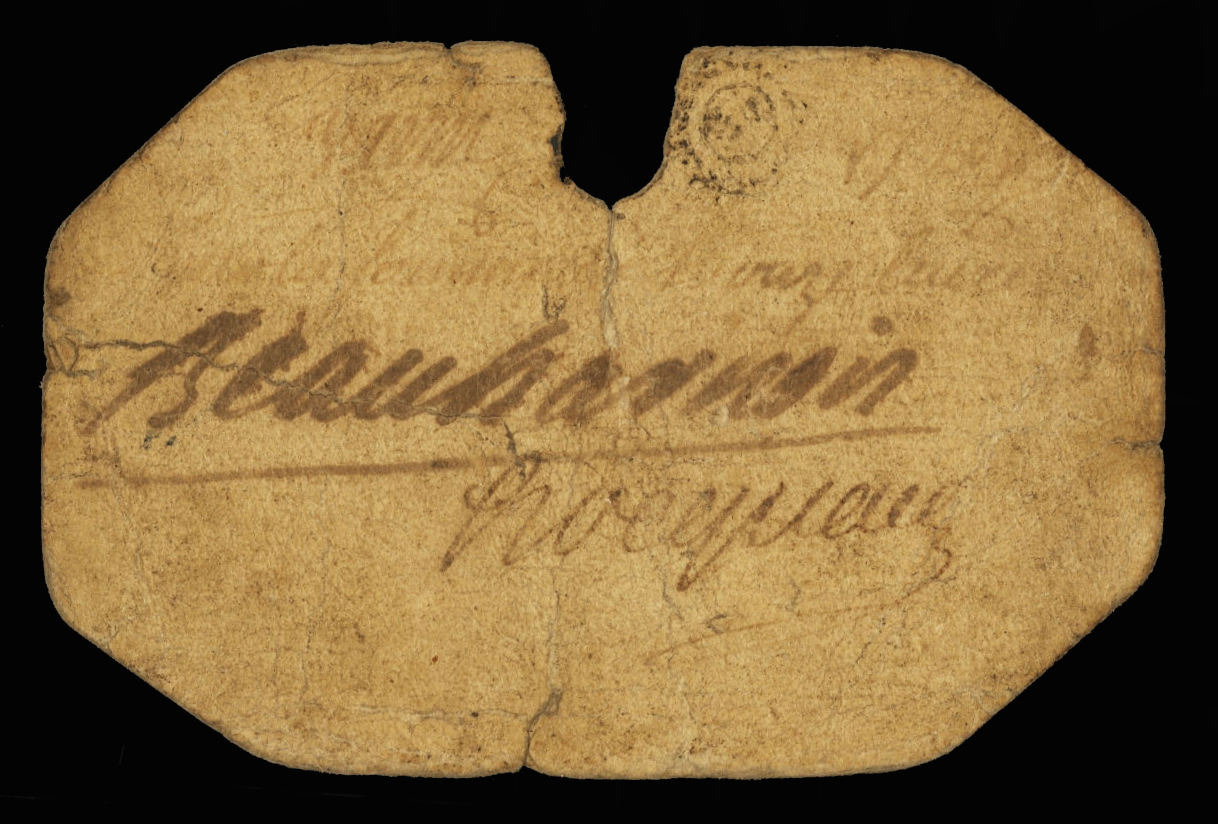
Een kaart van twaalf livres uit Canada, Nieuw-Frankrijk, ca. 1735

Tijdens de uitbreiding van de Franse kolonie in Nieuw-Frankrijk (het huidige Canada) in de 17e eeuw moest valuta uit Frankrijk worden geïmporteerd. Toen de kolonie in financiële problemen kwam door hoge kosten in de strijd tegen de Irokezen en een teruglopende handel van bont van bevers, introduceerde intendant Jacques de Meulles kaartgeld om soldaten te betalen. Dit werd al snel algemeen aanvaard, ook in de handel. Dankzij kaartgeld hoefde er minder muntgeld (muntspecie) over zee te worden vervoerd, wat risico's van storm en piraterij meebracht. Omdat er lokaal geen edelmetaal beschikbaar was, kon er ook geen muntgeld worden geslagen. De munt won aan populariteit, en er waren kaartwaarden tot 100 livres. Naar schatting circuleerde er uiteindelijk voor twee miljoen livres aan kaartgeld.
Tegen het einde van het decennium had Nieuw-Frankrijk te kampen met valsmunterij, waarvoor straffen golden als geseling, brandmerken, verbanning en ophanging. Uiteindelijk was het echter de inflatie die leidde tot het verval van kaartgeld in Frans Canada: het werd in te grote hoeveelheden gedrukt, deels om de zwakke Franse economie te compenseren, terwijl echt geld werd gehamsterd. Pogingen om de waarde van het kaartgeld te halveren mislukten, en in 1717 werd het uit circulatie genomen. In 1720 werd het volledig waardeloos verklaard.
De terugtrekking van het kaartgeld leidde tot meer dan tien jaar economische stilstand, omdat er geen circulerende valuta was. Daarom werd in 1730 het kaartgeld opnieuw ingevoerd, met een waarde van in totaal 600.000 livres in 1733. In tegenstelling tot eerdere uitgiften werd dit gedrukt op blanco kaarten in plaats van speelkaarten. In 1763, na opnieuw ernstige inflatie ten gevolge van oorlog, werd het kaartgeld definitief afgeschaft.

#### Frans-Louisiana

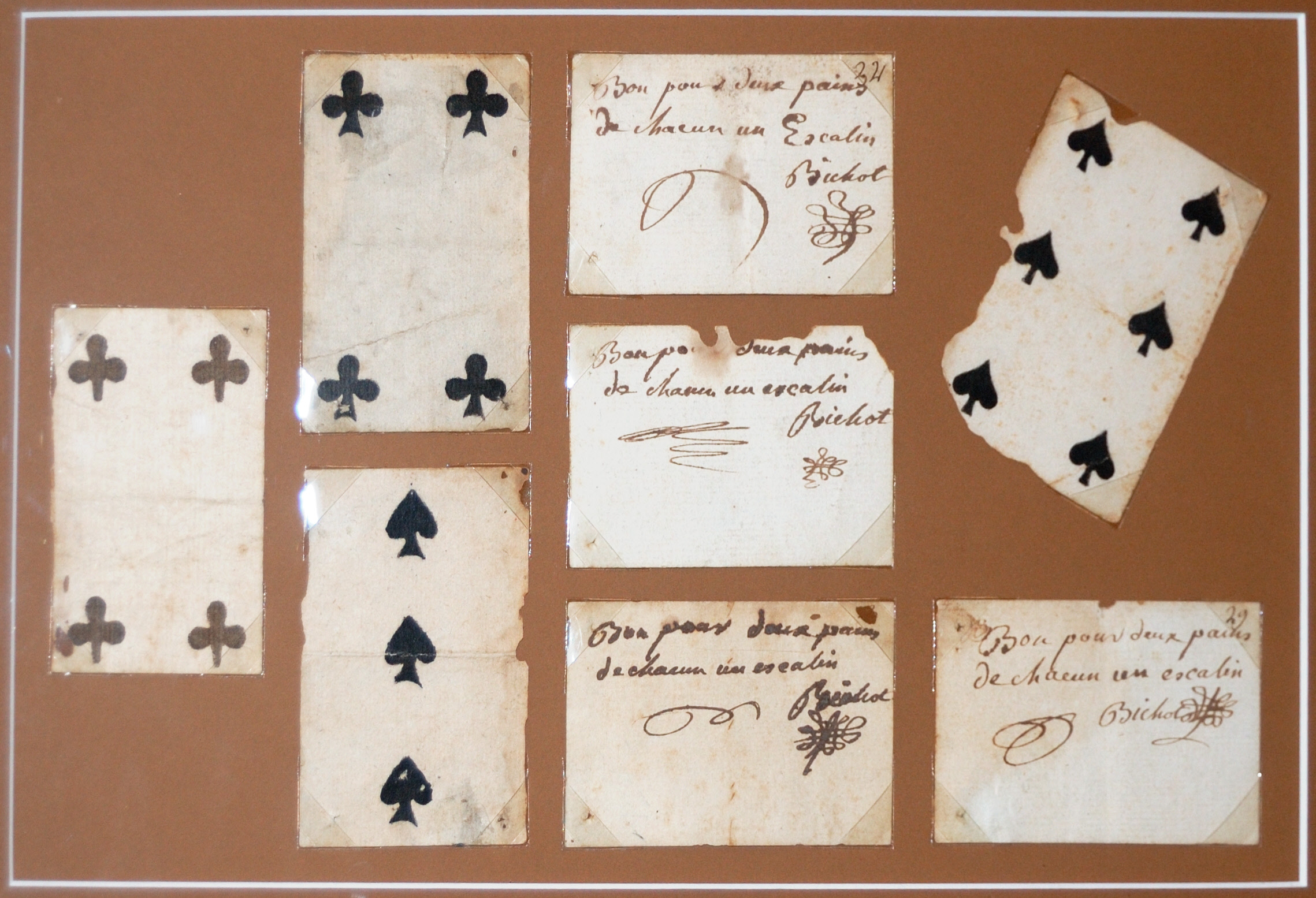
Kaartgeld (kolonie Frans-Louisiana)

Tussen 1716 en 1720 gaf John Law via zijn deels staatsgesteunde Banque Royale papiergeld uit in Frans-Louisiana, dat veel hoger was dan de dekking. Toen beleggers hun biljetten wilden inwisselen voor muntspecie, stopte de bank de uitbetalingen. De "Mississippizeepbel" barstte in mei 1720 toen de bankbiljetten met 50% werden gedevalueerd, gevolgd door een financiële crisis in Frankrijk. Er was toen bijna 18 maanden lang geen officiële valuta in omloop. De Compagnie van de Indiën beheerde magazijnen, en uitgiftebonnen werden als noodgeld gebruikt. In januari 1722 begon de compagnie met de uitgifte van kaartgeld met twee handtekeningen van directeuren. De waarden liepen van 5 sous tot 50 livres, in verschillende vormen zodat ook ongeletterde mensen of niet-Franstaligen ze konden onderscheiden. Ook deze uitgifte leidde tot zware inflatie. Tegen 1725 waren zowel de bonnen als het kaartgeld ingewisseld.
In de vroege jaren 1730, opnieuw geconfronteerd met een gebrek aan muntspecie en wisselbrieven, stelde graaf van Maurepas een systeem voor zoals dat in Canada werd gebruikt. Dit moest intern handelsverkeer ondersteunen, zonder winstmarge, en gedekt worden met wisselbrieven. Op 14 september 1735 keurde de Franse kroon een uitgifte van 200.000 livres goed, waarvan 150.000 livres inwisselbaar moesten zijn via wisselbrieven. Kaarten werden lokaal ondertekend, bij hogere waarden ook door de gouverneur en ordonnateur. Dankzij de actieve uitgifte van wisselbrieven door ordonnateur Edmé Gatien Salmon bleef de waarde van het kaartgeld aanvankelijk stabiel. In 1739 daalde de waarde doordat de kaarten niet meer konden worden ingewisseld. Door de Chickasaw Oorlogen en gebrek aan extra dekking begon Salmon in 1741 al het quotum van 1744 te benutten. Tegen 1743 was het geld vrijwel waardeloos. In 1745 werd het geld verbrand. Biljetten konden nog worden ingewisseld tegen twee vijfde van de nominale waarde.
Een verzoek in 1758 van ordonnateur Vincent de Rochemore tot herinvoering van kaartgeld werd genegeerd. Sommige biljetten bleven bestaan tot in de jaren 1760, maar geen enkel exemplaar van de duizenden uitgiften is bewaard gebleven.

#### Illinois Country
In de jaren 1740 gebruikten de beheerders van Fort de Chartres, Illinois County, kaartgeld om troepen te betalen. De numismaat Harry Wigington suggereert dat het systeem werd geïntroduceerd door functionarissen met ervaring in Canada of New Orleans. De biljetten stonden bekend als Solde de Troupe en hadden geen officiële dekking; ze werden alleen erkend door de commandant van het fort en de magazijnbeheerders. De Britten, die wettelijk muntspecie moesten gebruiken, stopten deze praktijk in 1763, maar de biljetten bleven door Franse invloed lokaal in omloop tot halverwege de jaren 1760.

## Evaluatie
Véronique Deblon, verbonden aan de Nationale Bank van België, merkt op dat geen enkele uitgifte van kaartgeld een succes genoemd kan worden: ze boden soms een oplossing voor begrotingstekorten, maar leidden uiteindelijk tot inflatie door overproductie. De numismaat Neil Shafer is het hiermee eens en stelt dat het Surinaamse kaartgeld "zijn doel diende", ondanks de devaluatie. Larry Allen omschrijft het kaartgeld in Frans Canada als een voorbeeld van de flexibiliteit, aanpassingsvermogen en vindingrijkheid van een zich ontwikkelend economisch systeem, ondanks dat het ver gezocht lijkt.